# Амхерст-колледж
Амхерст-колледж (англ. Amherst College) — частный гуманитарный университет в г. Амхерст, штат Массачусетс, США. Основан в 1821 году как мужской колледж. С 1975 года в колледже практикуется смешанное обучение. Колледж присуждает степень бакалавра по 40 основным дисциплинам.

## Рейтинги 2018 года
В рейтинге U.S. News & World Report Амхерст-колледж занял 2-е место среди гуманитарных вузов США. В национальном рейтинге колледжей свободных искусств США (гуманитарных колледжей) газета Washington Monthly поставила Амхерст-колледж на 4-е место. В рейтинге Forbes колледж оказался на 24-м месте (в номинации лучший колледж) среди всех вузов США.

## Шекспировская библиотека Фолджера
Шекспировская библиотека Фолджера (англ. Folger Shakespeare Library) — небольшая по количеству фондов библиотека, посвящённая творчеству Шекспира и литературе, связанной с изучением его творчества, а также поэтов той эпохи. Расположена в столице США — городе Вашингтон. Управление библиотечным учреждением передано попечительскому совету Амхерст-колледжа, где учился когда-то Генри Фолджер — американский предприниматель, президент правления компании Standard Oil и филантроп.
Библиотека началась с приобретения богачом Генри Фолджером в 1885 году факсимильного издания Первого шекспировского фолио. Генри Фолджер пять лет собирал редкие издания, пока не приобрёл действительный раритет — так называемое четвёртое фолио Шекспира 1685 года. К концу его жизни библиотека уже имела все черты уникального собрания.
Он и его жена Эмили Джордан Фолджер передали свою библиотеку в подарок американскому народу. Для неё было создано отдельное помещение в столице Соединённых Штатов, в городе Вашингтон на Капитолийском холме неподалёку от Библиотеки Конгресса США. Проект сооружения создал архитектор Пол Филипп Крет. Фасады здания выдержаны в стилистике функционализма.
Библиотека Фолджера имеет хранилища, читальные залы и собственный театр. Фасады здания украшены белым мрамором и девятью рельефами с сюжетами некоторых пьес Шекспира (их выполнил американский скульптор Джон Грегори). Контрастируют с упрощёнными формами фасадов залы библиотеки, дизайн которых копировал декор тюдоровских сооружений эпохи английской королевы Елизаветы I. С 1930 года библиотека расположена в новом здании, с 1932 года — открыта для посещения.

## Факты
В честь Амхерст-колледжа назван астероид (516) Амхерстия, открытый в 1903 году выпускником колледжа Рэймондом Дуганом.

## Выпускники и преподаватели

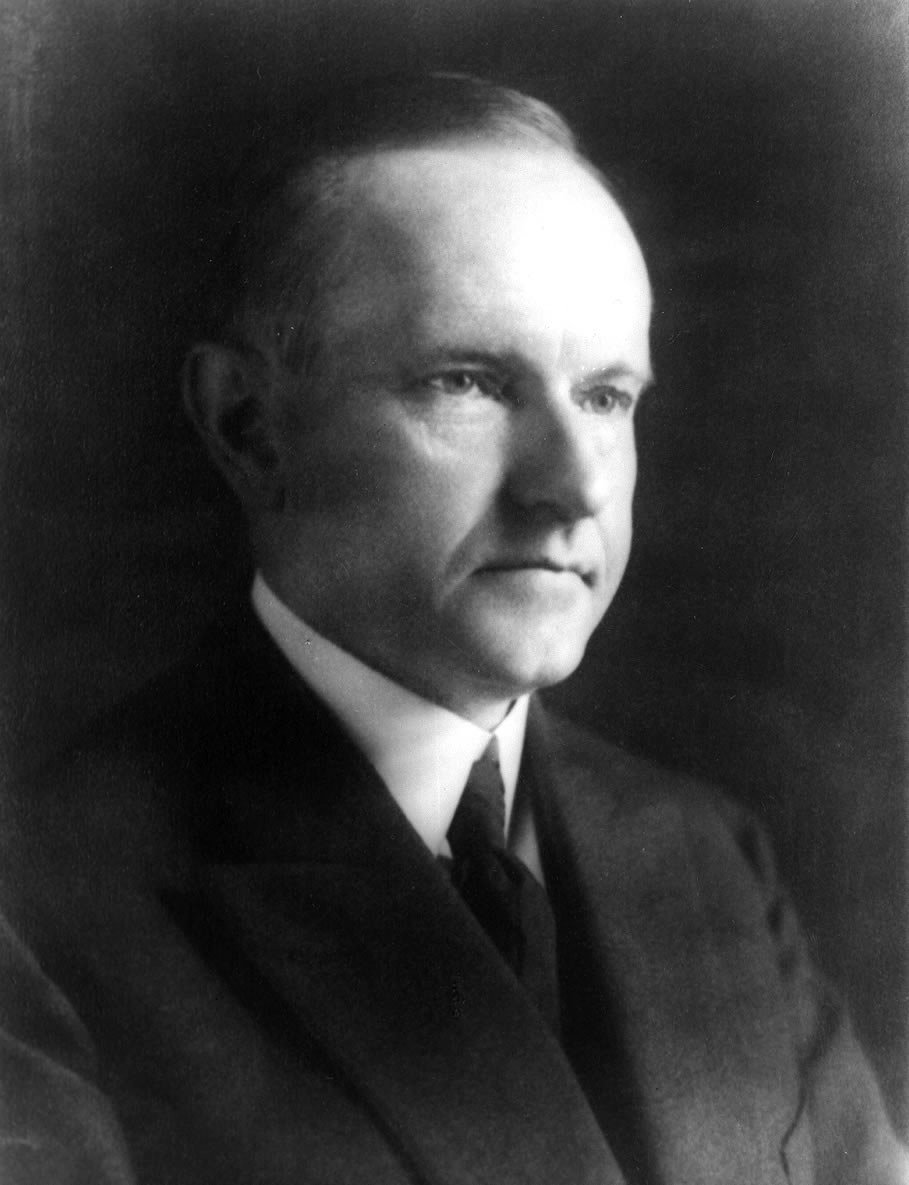
Калвин Кулидж

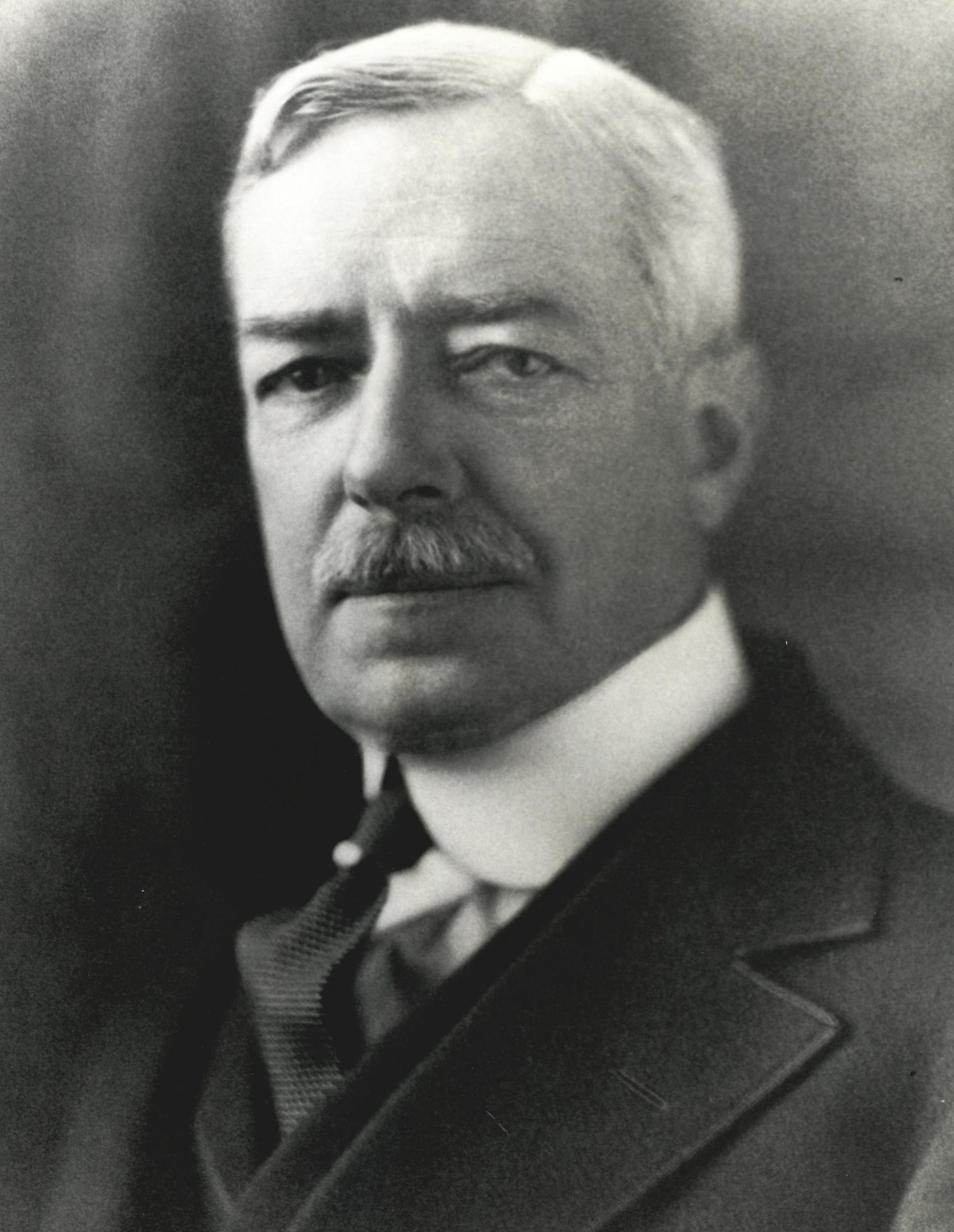
Роберт Лансинг

См. также: Категория:Выпускники Амхерстского колледжа
См. также: Категория:Преподаватели Амхерстского колледжа
- Альбер II — правящий князь Монако и герцог Валентинуа
- Браун, Дэн — американский писатель, автор романов «Код да Винчи», «Инферно» и др.
- Вармус, Харолд —  американский врач-вирусолог, лауреат Нобелевской премии по физиологии и медицине (1989)
- Кендалл, Генри Уэй — американский физик, лауреат Нобелевской премии по физике (1990)
- Кениата, Ухуру — Президент Кении (2013—2022)
- Кулидж, Джон Калвин — 30-й Президент США, 29-й Вице-президент США
- Ламбринидис, Ставрос — греческий политик, министр иностранных дел Греции, специальный представитель Европейского союза
- Лансинг, Роберт — 42-й Государственный секретарь США
- Мид, Уильям — американский  архитектор
- Папандреу, Георгиос (младший) — греческий политический деятель, премьер-министр Греции в (2009—2011)
- Парсонс, Толкотт — американский социолог-теоретик, глава школы структурного функционализма, один из создателей современной теоретической социологии
- Самарас, Антонис — премьер-министр Греции (2012—2015), министр финансов (1989), министр иностранных дел (1989—1992)
- Стиглиц, Джозеф — американский экономист, лауреат Нобелевской премии по экономике (2001)
- Уилбер, Ричард — американский поэт и переводчик, лауреат Пулитцеровской премии (1957, 1989)
- Уэбстер, Уильям — директор ФБР (1978—1987), директор ЦРУ (1987—1991)
- Фелпс, Эдмунд — американский экономист, лауреат Нобелевской премии по экономике (2006)
- Флорес, Франсиско —  президент Сальвадора (1999—2004)
- Фройдентал, Дейв — американский политик, 31-й губернатор штата Вайоминг (2003—2011)
- Холл, Джеффри — американский биолог, лауреат Нобелевской премии по физиологии и медицине (2017)